# استاندارد بریتانیا
استاندارد بریتانیا (انگلیسی: British Standards) استانداردهای تولید شده در مؤسسه استاندارد بریتانیا که تحت منشور سلطنتی گنجانده شده است.